# Pydna (bướm đêm)
Pydna là một chi bướm đêm thuộc họ Geometridae.